# 岡愛恵
岡 愛恵（おか めぐみ、1988年9月30日 - ）は、日本のファッションモデルである。所属：イプシロン

## 経歴
出身地は愛知県。2004年、愛知でモデルとしてデビューした。 2008年に上京し、東京で活動を開始。2014年アサヒビールイメージガールを務めることが発表された。

## CM
- 石屋製菓 - 「美冬」
- 毎日コミュニケーションズ - 「マイナビ2010」
- 任天堂 - 「Wii Fit」
- NTT docomo - 「お客様満足度NO.1」
- WILLER TRAVEL - 「とことん東京キャンペーン」
- 花王 - 「ビオレ　さらさらパウダーシート」
- 大正製薬 - 「大正漢方胃腸薬　爽和（さわわ）」

## 広告
- NTT docomo
- 2009年度アイビーホール青学会館イメージモデル
- マイナビ
- mixi
- POLA着物
- 鈴乃屋着物
- 三越振袖 - 「華小袖」
- 河合塾
- 松坂屋
- ジョイフル恵利
- 都民共済プラザ

## 雑誌
- 美しいキモノ
- ヴァンサンカンウエディング
- Gainer
- ゼクシー
- Kimono Walker
- けっこんぴあ
- CM NOW

## TV
- 秘湯ロマン （テレビ朝日）旅人（2015年6月10日、8月12日、8月26日、2016年3月30日）